# Piaggio P.X
Piaggio P.X byl vzduchem chlazený letecký hvězdicový devítiválec. Byl vyráběn italskou společností Rinaldo Piaggio S.p.A. během 30. a 40. let 20. století.

## Varianty
- P.X RC.15 — přeplňovaný motor s reduktorem, nominální výška 1500 m
- P.X RC.35 — přeplňovaný motor s reduktorem, nominální výška 3500 m

## Užití
- Italské království
  - IMAM Ro.37bis
  - IMAM Ro.43
  - Savoia-Marchetti S.M.74
  - Savoia-Marchetti S.M.73
  - Savoia-Marchetti S.M.81

## Hlavní technické údaje (Piaggio P.X RC.35)
Zdroj
Čtyřdobý zážehový vzduchem chlazený devítiválcový hvězdicový letecký motor. Byl vybaven reduktorem s převodovým poměrem 1÷0,62 a jednostupňovým odstředivým kompresorem, převod pohonu kompresoru od klikového hřídele jednorychlostní, s převodovým poměrem 1÷7,35. Kompresní poměr 6,00÷1, rozvod OHV se dvěma ventily na válec, výfukový ventil chlazený sodíkem. Jednou zalomený skládaný dvoudílný klikový hřídel s valivým uložením (vpředu uložen na jednom válečkovém a jednom kuličkovém ložisku, zadní konec klikového hřídele uložen v kuličkovém ložisku), hlavní ojnice nedělená jednodílná. Mazání tlakové oběžné se suchou klikovou skříní, jedno tlakové a jedno odsávací zubové čerpadlo. Provozní tlak oleje 5 at (490,33 kPa). Zapalování zdvojené (se dvěma zapalovacími svíčkami na válec), plně stíněné, dvě zapalovací magneta Marelli MF9. Přípravu palivové směsi zajišťuje jeden vertikální karburátor (se spodním sáním) Piaggio T2-80 s automatickou regulací bohatosti směsi. Předepsané palivo: letecký benzín s oktanovým číslem 87. Startování motoru stlačeným vzduchem, startér Garelli.
- Vrtání: 146 mm
- Zdvih: 165 mm
- Zdvihový objem: 24,86 litru
- Průměr: 1280 mm
- Délka: 1408 mm
- Hmotnost suchého motoru: 430 kg
- Vzletový výkon: 650 k při 2250 ot/min
- Výkon v nominální výšce 3500 m: 625 k při 2250 ot/min
- Měrná spotřeba paliva 220 g/k/h (299 g/kW/h)
- Spotřeba oleje 8 g/k/h (10,9 g/kW/h)